# 16974 Iphthime
A 16974 Iphthime (ideiglenes jelöléssel (16974) 1998 WR21) egy kisbolygó a Naprendszerben. A LINEAR projekt keretében fedezték fel 1998. november 18-án.